# Phoradendron strongyloclados
Phoradendron strongyloclados är en sandelträdsväxtart som beskrevs av August Wilhelm Eichler. Phoradendron strongyloclados ingår i släktet Phoradendron och familjen sandelträdsväxter. Inga underarter finns listade i Catalogue of Life.